# Бахреин на Светском првенству у атлетици у дворани 2012.
Бахреин је једанаести пут учествовао на Светском првенству у атлетици у дворани 2012. одржаном у Истанбулу од 9. до 11. марта. Репрезентацију Бахреина представљало је четири такмичара (2 мушкарца и 2 жене), који су се такмичили у трци на 3.000 метара.
Бахреин није освојио ниједну медаљу нити је постигнут неки рекорд. У табели успешности према броју и пласману такмичара који су учествовали у финалним такмичењима (првих 8 такмичара) Бахреин је са једним учесником делио 35. са 4 бода.
| Плас. | Земља   | 1. место | 2. место | 3. место | 4. место | 5. место | 6. место | 7. место | 8. место | Бр. финал. | Бод. |
| ----- | ------- | -------- | -------- | -------- | -------- | -------- | -------- | -------- | -------- | ---------- | ---- |
| =35.  | Бахреин | 0        | 0        | 0        | 0        | 1        | 0        | 0        | 0        | 1          | 4    |

## Учесници
| Мушкарци: - Билисума Шуги Геласа — 3.000 м - Алему Бекеле — 3.000 м | Жене: - Шитај Ешете — 3.000 м - Теџиту Даба — 3.000 м |  |

## Резултати

### Мушкарци
| Атлетичар            | Дисциплина | Лични рекорд | Квалификације | Квалификације | Финале                | Финале  | Детаљи |
| Атлетичар            | Дисциплина | Лични рекорд | Резултат      | Место         | Резултат              | Место   | Детаљи |
| -------------------- | ---------- | ------------ | ------------- | ------------- | --------------------- | ------- | ------ |
| Билисума Шуги Геласа | 3.000 м    | 7:43,88      | 7:53,62       | 9. у гр. 1    | Нису се квалификовали | 13 / 21 |        |
| Алему Бекеле         | 3.000 м    | 7:48,04      | 8:02,83       | 9. у гр. 2    | Нису се квалификовали | 19 / 21 |        |

### Жене
| Атлетичарка | Дисциплина | Лични рекорд | Квалификације | Квалификације | Финале                | Финале  | Детаљи |
| Атлетичарка | Дисциплина | Лични рекорд | Резултат      | Место         | Резултат              | Место   | Детаљи |
| ----------- | ---------- | ------------ | ------------- | ------------- | --------------------- | ------- | ------ |
| Шитај Ешете | 3.000 м    | 8:49,27 НР   | 9:02,13 КВ    | 3. у гр. 2    | 8:51,88               | 5 / 21  |        |
| Теџиту Даба | 3.000 м    | 8:53,75      | 9:15,96       | 6. у гр. 1    | Није се квалификовала | 19 / 21 |        |